# Nakafurano
Nakafurano (中富良野町, Nakafurano-chō) est un bourg du district de Sorachi, situé dans la sous-préfecture de Kamikawa, sur l'île de Hokkaidō, au Japon.

## Géographie

### Démographie
Au 31 mars 2015, la population de Nakafurano s'élevait à 5 227 habitants répartis sur une superficie de 108,65 km2.